# 汶萊死刑制度
汶萊死刑制度是指文莱的死刑制度，尽管自1984年该国独立以来还没有执行过死刑。上次在文莱执行死刑是在1957年，当时该国仍是大英帝国的保护国。
文莱的死罪包括谋杀、恐怖主义、贩毒、教唆自杀、纵火、绑架、叛国、叛变、作伪证以及截至2019年的同性恋。2014年4月，文莱颁布了一项新的刑法，实施了伊斯兰教法的内容，并对通奸、鸡奸、强奸、叛教、亵渎和侮辱伊斯兰教规定了死刑（石刑）。
在文莱，合法的处决方式是绞刑，自2014年起，石刑也合法了。
目前，据估计，文莱约有6人被关在死囚牢房。最后一个已知的死刑判决是在2017年作出的，2009年有一个死刑判决被减刑。